# Santa Cruz, Davao del Sur

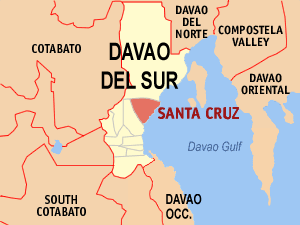
Bản đồ của Davao del Sur với vị trí của Santa Cruz

Santa Cruz là một đô thị hạng 1 ở tỉnh Davao del Sur, Philippines. Theo điều tra dân số năm 2000, đô thị này có dân số 67.317 người trong 13.881 hộ.
Đô thị Santa Cruz nay thuộc (vùng đô thị Davao) Metro Davao.

## Các đơn vị hành chính
Santa Cruz được chia thành 18 barangay.
| - Astorga - Bato - Coronon - Darong - Inawayan - Jose Rizal - Matutungan - Melilia - Zone I (Pob.) | - Saliducon - Sibulan - Sinoron - Tagabuli - Tibolo - Tuban - Zone II (Pob.) - Zone III (Pob.) - Zone IV (Pob.) |